# Дубас Микола Васильович
Дубас Микола Васильович (псевд. і крипт. — Микола Грабковецький, Микола Ланець, М. Д.; 30 листопада 1932, с. Метенів, нині  Тернопільського району Тернопільської області — 24 лютого 2019) — український письменник, публіцист, громадський діяч. Член Національної спілки письменників України (1998).

## Життєпис
Навчався у Золочівській СШ № 1 на Львівщині. Тут він створив юнацьку підпільну організацію «Наша зміна».
10 червня 1949 заарештований за участь у підпільній юнацькій організації «Наша зміна». Засуджений на 10 років ВТТ. Покарання відбував у Мордовії й Омській області (нині РФ).
1954 р. за указом Верховної Ради СРСР про неповнолітніх був звільнений без зняття судимості й покликаний в армію відбувати службу в будівельному батальйоні на Камчатці. І тільки в 1956 році повернувся в Україну. Закінчив електро-механічний факультет Львівського політехнічого інституту (нині університет «Львівська політехніка»). Працював у Львові інженером із автоматизації процесів виробництва в енергетиці. Має 13 авторських свідоцтв на винаходи.
1991—1998 — завідувач науково-дослідним відділом Львівської організації «Меморіал» ім. В. Стуса.

## Творчість
Редактор, упорядник альманаху творчості колишніх політв'язнів «Біль» (1990—1999).
Засновник серії видань «Бібліотека альманаху „Біль“». Упорядник чи співупорядник низки літературно-художніх і публіцистичних видань, зокрема:
- книги «Український національний фронт: Дослідження, документи, матеріали» (2000);
- М. Кушнір «Невкоєне серце: поезія, проза, матеріали до біографії» (2005);
- «Золочівщина: минуле і сучасне» [історико-краєзнавчий і літературно-мистецький збірник] (2006);
- «Золочівська гімназія „Рідної школи“ 1921—1939 рр.» (2011).

Редактор журналу «Воля і Батьківщина» (1995—2003).
Автор наукових публікацій, передмов до літературно-художніх і культурологічних книг, численних публіцистичних статей, рецензій, репортажів, споминів в українських та зарубіжних виданнях.

## Доробок

### Збірки поезій
- «Осінній колаж»,
- «Рядки з хробачками» (1997),
- «Прозірки» (1999),
- «Календар від дідуся Миколи» (2000),
- «Клаптики» (2002)
- «П'ятсот клаптиків» (2007)
- «Щем кленового зорепаду» (2012).

### Повісті
- «Шлях починався в негоду» (2001),
- «На чужих широтах» (2003);
- «На стриноженому коні» (2011);

### Книги публіцистики
- «Слова постмовчання» (2002);
- «На зламі століть» (2015).